# Consistórios de Bento XIII
O Papa Bento XIII (r. 1724–1730) criou 29 novos cardeais em 12 consistórios :

## 11 de setembro de 1724
Ambos os cardeais receberam suas igrejas titulares em 20 de novembro de 1724.
1. Giovanni Battista Altieri (1673-1740)
2. Alessandro Falconieri (1657-1734)

## 20 de novembro de 1724
1. Vicente Petra (1662-1747)

## 20 de dezembro de 1724
Ambos os cardeais receberam suas igrejas titulares em 29 de janeiro de 1725.
1. Próspero Marefoschi (1653-1732)
2. Agostino Pipia, O.P. (1660-1730)

## 11 de junho de 1725
Ambos os cardeais receberam suas igrejas titulares em 23 de julho de 1725.
1. Nicolò Paolo Andrea Coscia (1682-1755)
2. Nicolò del Giudice (1660-1743)

## 11 de setembro de 1726
1. André Hercule de Fleury (1653-1743)

## 9 de dezembro de 1726
1. Niccolò Maria Lercari (1675-1757)
2. Lorenzo Cozza, O.F.M. (1654-1729)

### in pectore
1. Angelo Maria Quirini, O.S.B. (1680-1755) (publicado em 26 de novembro de 1727)
2. Francesco Antonio Finy (1669-1743) (publicado em 26 de janeiro de 1728)
3. Marco Antonio Ansidei (1671-1730) (publicado em 30 de abril de 1728)
4. Prospero Lambertini (1675-1758) (Futuro Papa Bento XIV) (publicado em 30 de abril de 1728)
5. Gregorio Selleri, O.P. (1654-1729) (publicado em 30 de abril de 1728)
6. Antonio Banchieri (1667-1733) (publicado em 30 de abril de 1728)
7. Carlo Collicola (1682-1730) (publicado em 30 de abril de 1728)

## 26 de novembro de 1727
1. Diego de Astorga y Céspedes (1664-1743)
2. Sigismund von Kollonitz (1677-1751)
3. Philipp Ludwig von Sinzendorf (1699-1747)
4. João da Mota e Silva (1685-1747)

### RevelaçãoIn pecture
1. Angelo Maria Quirini, O.S.B. (1680-1755) (in pectore 9 de dezembro de 1726)

## 26 de janeiro de 1728

### RevelaçãoIn pecture
1. Francesco Antonio Finy (1669-1743) (in pectore 9 de dezembro de 1726)

## 30 de abril de 1728
1. Vincenzo Ludovico Gotti, O.P. (1664-1742)
2. Leandro Porzia, O.S.B. (1673-1740)

### RevelaçãoIn pecture
1. Marco Antonio Ansidei (1671-1730) (in pectore 9 de dezembro de 1726)
2. Prospero Lambertini (1675-1758) (Futuro Papa Bento XIV) (in pectore 9 de dezembro de 1726)
3. Gregorio Selleri, O.P. (1654-1729) (in pectore 9 de dezembro de 1726)
4. Antonio Banchieri (1667-1733) (in pectore 9 de dezembro de 1726)
5. Carlo Collicola (1682-1730) (in pectore 9 de dezembro de 1726)

## 20 de setembro de 1728
Ambos os cardeais receberam suas igrejas titulares em 15 de novembro de 1728.
1. Pierluigi Carafa (1677-1755)
2. Giuseppe Accoramboni (1672-1747)

## 23 de março de 1729
1. Camilo Cybo (1681-1743)

## 6 de julho de 1729
1. Francesco Scipione Maria Borghese (1697-1759)
2. Carlo Vincenzo Maria Ferreri Thaon, O.P. (1682-1742)

## 8 de fevereiro de 1730
1. Alamanno Salviati (1668-1733)